# Royal Standard

Royal Standard des Vereinigten Königreichs – verwendet in England, Wales und Nordirland

Die Royal Standard (dt. „Königliche Standarte“) ist die offizielle Standarte des jeweiligen britischen Monarchen, in seiner Funktion als Staatsoberhaupt des Vereinigten Königreichs und zahlreicher anderer Staaten. Derzeit wird sie vom amtierenden König Charles III. geführt.
Die in Großbritannien verwendete Royal Standard besteht, genau wie das zugehörige Wappen, aus den Wappen von England, Schottland und Nordirland. In den übrigen Commonwealth-Staaten ist sie aus den jeweils dort verwendeten Wappen zusammengesetzt. Im Flaggenprotokoll hat die Royal Standard die höchste Rangordnung. Sie darf nur auf Gebäuden gehisst werden, in denen der König gerade weilt. Sie weht über der Union Flag, den Flaggen anderer Mitglieder der königlichen Familien und den Flaggen der Teilstaaten. Die Royal Standard wird niemals auf halbmast gehisst, weil sie das Symbol der Institution Monarchie ist, die ohne Unterbrechung fortlebt. Die Flagge wurde daher in ihrem Design auch seit dem Antritt des Hauses Windsor als britischen Monarchen nicht mehr wesentlich verändert. Verändert werden die Flaggen in den Commonwealth-Staaten. Diese zeigten zum Beispiel bei Königin Elisabeth II. ein „E“ für ihren Namen. Nach dem Amtsantritt von König Charles werden die Standards dieser Commonwealth-Staaten überarbeitet werden müssen.

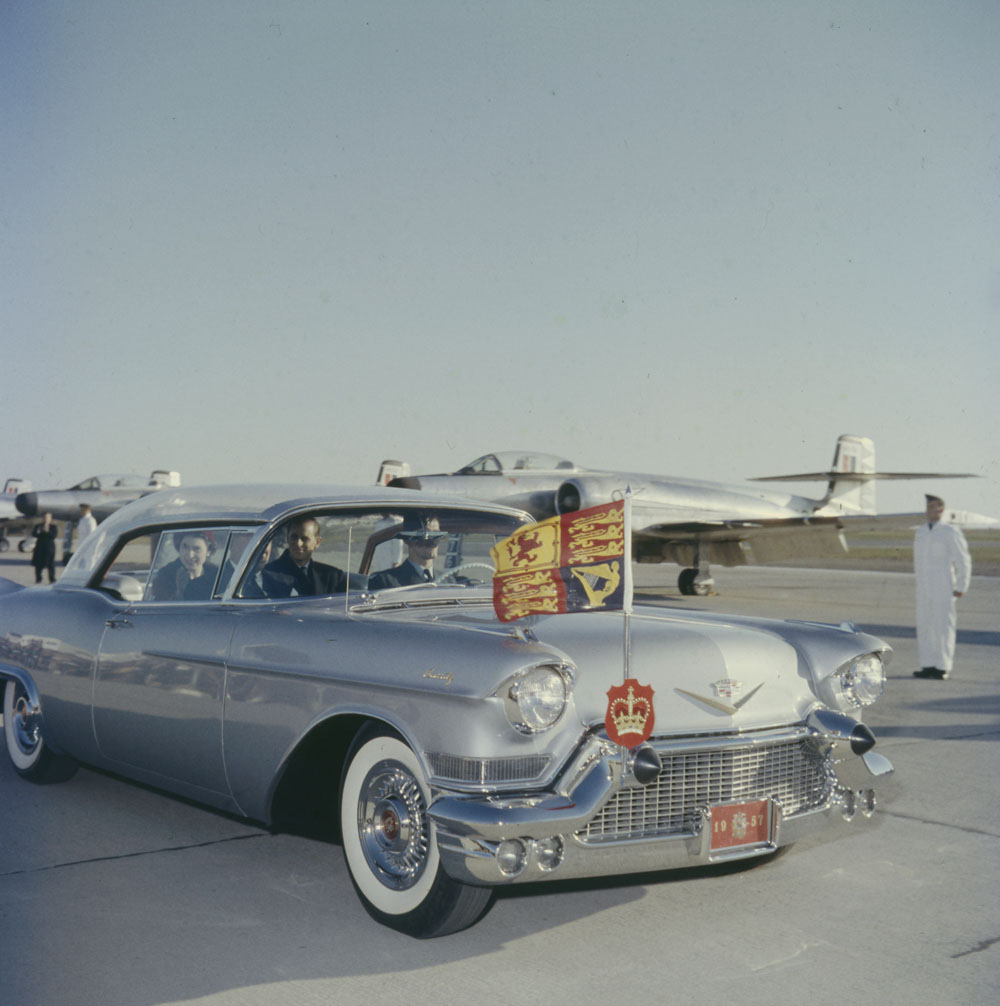
Die Royal Standard auf der Limousine der Königin (Ottawa, 1957)

## Vereinigtes Königreich

Royal Standard des Vereinigten Königreichs, die in Schottland verwendet wird

In England, Wales, Nordirland und anderen britischen Territorien ist die Flagge in vier Quadranten geteilt. Der erste und der vierte Quadrant repräsentieren England und zeigen drei goldene Löwen (oder Leoparden) auf rotem Grund. Der zweite Quadrant steht für Schottland und zeigt einen aufrechten roten Löwen auf goldenem Grund. Der dritte Quadrant repräsentiert Irland und zeigt die goldene irische Harfe auf blauem Grund. In Schottland wird eine ähnliche Flagge verwendet, außer dass der aufrecht gehende schottische Löwe im ersten und vierten Quadranten erscheint, die drei englischen Löwen jedoch im zweiten Quadranten.
Die heutige Royal Standard wird seit der Herrschaft von Königin Victoria verwendet, abgesehen von kleinen Änderungen bezüglich der Darstellung der irischen Harfe. Frühere Royal Standards beinhalteten die Wappen von Hannover und Frankreich, entsprechend der Position der englischen Könige als Kurfürsten (später Könige) von Hannover und dem theoretischen Anspruch auf den französischen Thron. Das Design wurde beim Amtsantritt eines neuen Monarchen meistens geändert.

## Australien

Royal Standard von Australien (1962–2022)

In Australien besteht die Royal Standard aus sechs Teilen, je drei in der oberen und unteren Hälfte. Das erste Sechstel repräsentiert New South Wales; es zeigt das englische Georgskreuz mit einem goldenen Löwen in der Mitte und einem goldenen Stern in jedem Arm. Das zweite Sechstel repräsentiert Victoria und besteht aus einer Krone und sechs weißen Sternen auf blauem Grund. Das dritte Sechstel steht für Queensland und zeigt ein blaues Malteserkreuz mit Krone auf weißem Grund. Das vierte Sechstel repräsentiert South Australia und zeigt einen Flötenvogel auf goldenem Grund. Das fünfte Sechstel steht für Western Australia, zu sehen ist ein Schwarzschwan auf goldenem Grund. Im letzten Sechstel, das für Tasmanien steht, ist ein roter Löwe auf weißem Grund abgebildet.
Der siebenstrahlige Stern in der Mitte zeigt hier unter der Krone das E für Königin Elisabeth II. Diese starb am 8. September 2022, seitdem ist Charles III. König. 
Zulässige Formate sind 1:2 und 22:31. 1:2 ist zu verwenden, wenn Flaggen im Umfeld ähnliche Formate aufweisen. 22:31 ermöglicht eine einfache Darstellung: 2 Einheiten für die Bordüre und Wappenschilde jeweils im Format 9:9.

## Jamaika

Royal Standard von Jamaika (1966–2022)

Die jamaikanische Royal Standard besteht aus der englischen Flagge mit goldenen Ananas in jedem der Arme. In der Mitte befindet sich die blaue, von Rosen umkränzte Scheibe mit gekröntem goldenem Anfangsbuchstaben des Monarchen, also „E“ für Elisabeth und vermutlich „C“ für Charles. Die Frage der endgültigen Gestaltung stellt sich jedoch erst beim ersten offiziellen Besuch in Jamaika.

## Kanada
Die Royal Standard von Kanada beruht in seiner Grundform auf dem kanadischen Staatswappen. In den oberen zwei Dritteln werden die vier wichtigsten Volksgruppen repräsentiert: die Engländer durch drei goldene Löwen, die Schotten durch den roten Löwen, die Iren durch die Harfe und die Frankokanadier durch die Lilie. Im unteren Drittel sind drei Ahornblätter auf weißem Grund zu sehen, welche die Einheit der Völker darstellen.

## Neuseeland

Royal Standard von Neuseeland (1962–2022)

In Neuseeland besteht die Royal Standard aus je zwei Quadranten auf beiden Seiten, die in der Mitte durch ein weißes Band getrennt sind. Im ersten Quadranten befinden sich vier rote Sterne auf blauem Grund, die das Kreuz des Südens symbolisieren, allerdings etwas anders als auf der Flagge Neuseelands angeordnet sind. Ein goldenes Vlies auf rotem Grund im zweiten Quadranten symbolisiert die Schafzucht, eine goldene Garbe auf rotem Grund im dritten Quadranten die Landwirtschaft. Zwei goldene Hämmer auf blauem Grund im vierten Quadranten stehen für den Bergbau. Im weißen Band in der Mitte sind zwei Segelschiffe zu sehen, Symbole des Seehandels und der Immigration. In der Mitte befindet sich bisher hier eine blaue, von Rosen umkränzte Scheibe mit gekröntem goldenem „E“ für Königin Elisabeth II.

## Andere Commonwealth-Staaten

Flagge von Elisabeth II.

Die übrigen Staaten des Commonwealth besitzen keine eigene Royal Standard. Weilte Königin Elisabeth II. in diesen Ländern, führte sie die Grundflagge, bestehend aus einem gekrönten und von goldenen Rosen umkränzten „E“ auf blauem Grund. Sierra Leone, Trinidad und Tobago, Mauritius, Malta sowie Barbados besaßen früher ihre eigene Royal Standard. Seitdem diese Staaten jedoch Republiken geworden sind, werden sie nicht mehr verwendet.